# Centerbridge Partners
Centerbridge Partners es una empresa estadounidense de capital riesgo e inversión privada centrada en compras apalancadas y de deuda pública dudosa (distressed securities). La empresa administra fondos por un valor aproximado de $25.000 millones de dólares y tiene sede en Nueva York, con una oficina adicional en Londres. La empresa invierte fundamentalmente en ambos terrenos y su campo de actuación gira en torno a tres continentes: América, Europa y algunos países asiáticos.

## Historia
La empresa  fue fundada en 2005 por Jeffrey Aronson y Mark Gallogly. Aronson ya había sido anteriormente responsable de fondos en la compañía Angelo, Gordon & Co., a la que llegó en 1989 procedente de  L.F. Rothschild & Co. Por su parte, Gallogly trabajó para Blackstone Group hasta 2003. En Blackstone, Gallogly fue responsable de inversiones en empresas como New Skies Satellites y Sirius Satellite Radio, entre otras, y se había unido a la empresa en 1989, procedente de  Manufacturers Hanover Trust Company, donde había trabajado en adquisiciones.
En septiembre de 2006, la empresa captó fondos por un valor de $3.200 millones de inversión para centrarse en inversiones de deuda soberana en peligro y (compra apalancada). La firma también captó $2.000 millones con un fondo crédito orientado para comerciar el fondo conocido como Centerbridge Partners de Crédito Especial en 2009 y 2010. En 2010, la empresa anunció planes para lanzar un segundo fondo de inversiones con un objetivo de $3.750 millones. En 2011, la empresa cerró su segundo fondo, el Centerbridge Partners II, con $4.400 millones, incluyendo un compromiso del GP. En marzo de 2012, la compañía lanzó un fondo extra de 2.000 millones de dólares para crédito especial.

## Inversiones
En 2010, Centerbridge se hizo con el control de Extended Stay Hotels, una compañía que Gallogly había captado para la órbita de Blackstone.
El 24 de septiembre de 2010, Centerbridge Partners adquirió 'GMAC Commercial Finance', una filial de Ally Financial.
El 22 de enero de 2015, Centerbridge Partners anunciaron su acuerdo para comprar Senvion SE, una compañía india fabricante de turbinas eólicas perteneciente a Suzlon.
El 24 de marzo de 2015, Centerbridge Partners anunció que logró un acuerdo para adquirir Great Wolf Resorts, la cadena más grande del mundo de parques acuáticos por $1.350 millones de dólares.

### Cronología reciente
- 2016: En agosto, Centerbridge Partners, junto a Canyon Capital Advisors, Värde Partners y otros siete fondos, participa en el rescate del gigante español Abengoa, inyectando una cantidad mancomunada de 1.170 millones de euros.[13]
- 2017: En enero, Centerbridge Partners vende Vela Energy a Sonnedix por 600 millones de euros. Sonnedix se hace así con una cartera de 136MWp, correspondientes a 43 plantas solares fotovoltaicas en España, convirtiéndose en el segundo mayor operador de energía fotovoltaica solar en España y uno de los primeros del mundo, con cerca de 500MW a nivel mundial.[14][15]